# Hrabiv (Zorea), Rivne
Hrabiv (în ucraineană Грабів) este un sat în comuna Zorea din raionul Rivne, regiunea Rivne, Ucraina.

## Demografie
Componența lingvistică a localității Hrabiv
     Ucraineană (99,39%)
     Alte limbi (0,46%)
Conform recensământului din 2001, majoritatea populației localității Hrabiv era vorbitoare de ucraineană (99,39%), existând în minoritate și vorbitori de alte limbi.